# فيرونيكا شنايدر
فيرونيكا شنايدر رودريغيز (بالإسبانية: Verónica Schneider) وهي ممثلة وعارضة أزياء فنزويلية ولدت في يوم 16 ديسمبر 1978 في مدينة كاراكاس عاصمة فنزويلا مثلت في مسلسل حبيبي دائما كما أنها فازت بمسابقة ملكة جمال فنزويلا لعام 1998 ومثلت فنزويلا في مسابقتي ملكة جمال الكون وملكة جمال العالم لسنة 1998 وهي من يهود فنزويلا.

## روابط خارجية
- فيرونيكا شنايدر على موقع IMDb (الإنجليزية)
- فيرونيكا شنايدر على موقع كينوبويسك (الروسية)